# Gråstrupig busksparv
Gråstrupig busksparv (Chlorospingus canigularis) är en fågel i familjen amerikanska sparvar inom ordningen tättingar.

## Utseende
Gråstrupig busksparv är en liten och knubbig, tangaraliknande sparv. Ovansidan är matt olivgrön, undersidan ljust gråvit på strupen och med gulaktig anstrykning på flankerna. Näbben är relativt tjock. Könen är lika.

## Utbredning och systematik
Gråstrupig busksparv förekommer i två skilda områden, dels i Costa Rica i Centralamerika, dels i Anderna i Sydamerika från Colombia till Peru. Den delas in i fem underarter med följande utbredning:
- Chlorospingus canigularis olivaceiceps – förekommer i subtropiska karibiska sluttningar i västra Costa Rica
- canigularis-gruppen
  - Chlorospingus canigularis canigularis – förekommer i östra Anderna i Colombia (Cundinamarca) och sydvästra Venezuela
  - Chlorospingus canigularis conspicillatus – förekommer i västra och centrala Anderna i Colombia
  - Chlorospingus canigularis paulus–– förekommer i subtropiska Anderna i sydvästra Ecuador
  - Chlorospingus canigularis signatus – förekommer i subtropiska Anderna i östra Ecuador och Peru (i söder till Cusco)

### Familjetillhörighet
Tidigare fördes de amerikanska sparvarna till familjen fältsparvar (Emberizidae) som omfattar liknande arter i Eurasien och Afrika. Flera genetiska studier visar dock att de utgör en distinkt grupp som sannolikt står närmare skogssångare (Parulidae), trupialer (Icteridae) och flera artfattiga familjer endemiska för Karibien. Samma studier visar också att busksparvarna i Chlorospingus, tidigare placerade i familjen tangaror (Thraupidae), är en del av familjen.

## Levnadssätt
Gråstrupig busksparv är en rätt sällsynt fågel som hittas i skogar i lägre bergstrakter. Den uppträder i par, ofta i artblandade flockar, som vanligen födosöker i trädtaket.

## Status och hot
Arten har ett stort utbredningsområde, men tros minska i antal, dock inte tillräckligt kraftigt för att den ska betraktas som hotad. Internationella naturvårdsunionen IUCN listar arten som livskraftig (LC). Beståndet uppskattas till i storleksordningen en halv miljon till fem miljoner vuxna individer.

## Namn
Arterna i Chlorospingus kallades tidigare busktangaror, men har döpts om till busksparvar för att förtydliga korrekta familjetillhörigheten. De arter i Pipilo och Melozone som tidigare kallades just busksparvar har istället bytt namn till snårsparvar för att undvika förväxling och för att de står nära snårsparvarna i Atlapetes.